# Ольховецкая сельская община
Ольховецкая сельская общи́на (укр. Вільховецька сільська громада) — территориальная община в Тячевском районе Закарпатской области Украины.
Административный центр — село Ольховцы.
Население составляет 12 451 человек. Площадь — 74,9 км².

## Населённые пункты
В состав общины входит 6 сёл:
- Ольховцы
- Ольховцы-Лазы
- Ольховчик
- Добрянское
- Ракове
- Сасово